# 金剛郡
金剛郡（クムガンぐん）は朝鮮民主主義人民共和国江原道に属する郡。金剛山の西側にあたり、内金剛（ネクムガン、うちこんごう）と呼ばれる一帯である。

## 地理
北朝鮮統治下の江原道東南部、金剛山の山塊の西側に位置する。郡の多くは太白山脈の山岳地帯であり、耕地は少ない。金剛山に源を発する金剛川・東金剛川・瑞和川が郡内を流れている。
東に高城郡、北に通川郡、西に昌道郡と接する。南は軍事境界線を隔てて大韓民国統治下の江原特別自治道である。

## 行政区画
1邑・26里を管轄する。
| - 金剛邑（クムガンウプ） - 金泉里（クムチョンニ） - 金豊里（クムプンニ） - 内金剛里（ネグムガンニ） - 丹楓里（タンプンニ） - 龍巌里（リョンアムニ） - 文登里（ムンドゥンニ） - 方目里（パンモンニ） - 栢峴里（ペキョンニ） - 北店里（プクチョムニ） - 細洞里（セドンニ） - 小坤里（ソゴンニ） - 束沙里（ソクサリ） - 松巨里（ソンゴリ） | - 順甲里（スンガムニ） - 新橋里（シンギョリ） - 新院里（シヌォンニ） - 新邑里（シヌムニ） - 安美里（アンミリ） - 烏川里（オチョンニ） - 伊布里（イポリ） - 青杜里（チョンドゥリ） - 豊美里（プンミリ） - 下檜里（ハフェリ） - 県洞里（ヒョンドンニ） - 県里（ヒョルリ） - 化川里（ファチョンニ） |

## 歴史
1952年12月、北朝鮮の行政区画再編によって新設された郡。1945年8月15日時点では江原道淮陽郡に属した。現在の郡人民委員会（役場）の所在地（金剛邑）は、かつて末輝里と呼ばれた。
古くから景勝地金剛山の入口として知られており、長安寺などの仏教寺院が点在していた。しかし、峻険な地形のため外部から訪れるための交通は困難であり、植民地期の観光開発の中でも海側の外金剛（高城郡）に遅れをとった。1920年代に鉄原から工事が開始された金剛山電気鉄道は、1930年には金剛口（末輝里）、1931年には内金剛まで開通し、観光地化が進んだ。しかし、第二次世界大戦中の1944年には京城電気金剛山電鉄線（旧金剛山電気鉄道）は不要不急路線として休止される。
日本の敗戦後は北朝鮮の領域となり、朝鮮戦争中には38度線に程近い金剛山周辺のこの地域は激戦地となった。戦争が膠着段階に入った1952年12月、内金剛面の全域、泗東面・安豊面の大部分、麟蹄郡・楊口郡の一部（北朝鮮支配地域）をあわせて金剛郡が編成された（1邑26里）。

### 年表
この節の出典
- 1952年12月 - 郡面里統廃合により、淮陽郡内金剛面および泗東面・安豊面の各一部、麟蹄郡瑞和面の一部、楊口郡水入面の一部、東面の一部（東面沙汰里が青杜里に編入）地域をもって、金剛郡を設置。金剛郡に以下の邑・里が成立。(1邑25里)
  - 金剛邑・束沙里・県里・下檜里・並武里・小坤里・北店里・順甲里・県洞里・新豊里・金泉里・内剛里・新院里・化川里・方目里・豊美里・安美里・龍巌里・細洞里・新橋里・新邑里・曲山里・山月里・青杜里・伊布里・金豊里
- 1953年7月 - 停戦協定の発効により、軍事境界線の民間人統制区域に指定された韓国側の麟蹄郡瑞和面の一部を編入。編入された部分は以下の里に当たる。(1邑27里)
  - 長承里・西希里（下線部は一部）
- 1953年12月 (1邑25里)
  - 長承里が伊布里に編入。
  - 西希里が青杜里に編入。
- 1954年 - 豊美里の一部が金豊里に編入。(1邑25里)
- 1961年 (1邑25里)
  - 金泉里の一部が新豊里に編入。
  - 並武里の一部が北店里に編入。
  - 方目里の一部が化川里に編入。
- 1977年 - 新豊里が丹楓里に改称。(1邑25里)
- 1987年 (1邑23里)
  - 一部を昌道郡に編入。
    - 山月里・曲山里および化川里の一部。
- 1999年 - 並武里・内剛里が合併し、内金剛里が発足。(1邑22里)
- 2000年11月 - 昌道郡烏川里・松巨里・栢峴里・文登里・泉里・印佩里・鉄壁里・大井里・綿川里（旧楊口郡水入面の部分）を編入。(1邑26里)
  - 大井里・綿川里・印佩里・鉄壁里が烏川里に編入。
  - 泉里が松巨里に編入。

## 産業
植民地期には、モリブデン・タングステンなどの鉱山が存在した。

## 文化・観光
外金剛（金剛山観光地区）と異なり、国外観光客の集団受け入れは行われていない。ただし、試験的に韓国人観光客への公開が行われたことがあり、今後の開放も検討されている。2004年には日本人も訪れたことがある。
- 金剛山（内金剛）
  - 普徳庵
  - 万瀑洞渓谷